# Большой Долбан
Большой Долбан (также ильмень Большой Долбанский)— озеро (ильмень) в Лиманском районе Астраханской области. Относится к дельте Волги. Входит в водную систему западных подстепных ильменей.
Относится к Нижне-Волжскому бассейновому округу. Согласно данным государственного водного реестра, площадь ильменя — 2,26 км²

## Физико-географическая характеристика
Ильмень расположен в пределах ильменно-бугровой равнины, прилегающей с запада к Волга (рукаву Бахтемир). Берега водоёма заболочены. К югу от ильменя находится посёлок Лиман (Долбан).
Ильмень непроточный. Гидрологический режим — естественно-антропогенный. Зарегулирование стока Волги привело к невозможности естественного заполнения водоёма в период весеннего половодья. С конца 1960-х годов вода в лиман подаётся принудительно.